# Codegua
Codegua ist eine Stadt und Gemeinde in der Provinz Cachapoal in der Región del Libertador General Bernardo O’Higgins in Chile. Bei der Volkszählung im Jahr 2017 hatte sie 12.988 Einwohner. Die Gemeinde erstreckt sich über eine Fläche von 286,9 km².

## Geschichte
Die erste Erwähnung von Codegua war 1565 in der Liste der Städte des Königreichs Chile, mit dem Namen Codehua. In der vorspanischen Zeit war es Teil der riesigen Gebiete des Kaziken von Talagante, deren Doña Elvira sie „als Besitzerin der Ländereien und Täler“ erbte.
Später erkannte Gouverneur Pedro de Valdivia selbst den Titel und die Besitztümer im Namen Spaniens an und gründete die erste organisierte Siedlung. Den größten Teil dieser Region bildet der Codehua Amendment, der Name der kleinen indigenen Stadt, die im oberen Teil der Region des Stammes Chiquilanes existierte. Im Laufe der Zeit wurde der Name der Stadt von den Kreolen geändert und wurde endgültig Codegua genannt. Pedro de Valdivia schenkte Codegua seinem General Gonzalo de los Ríos. Später schenkten Gonzalo und seine Frau Catalina de Los Ríos y Lisperguer es der Compañía de Jesús, die die Schenkung des Codegua Amendment am 23. September 1628 entgegennahm. Seitdem wurde die Stadt in das Land der Jesuiten eingegliedert, das die reiche Hacienda von Rancagua bildete.
Aufgrund internen Kommunikationsbedürfnisse der Hacienda zum sogenannten Camino de Chada o Camino Real, einer Straße die durch das Hacienda-Haus führte und Rancagua, La Compañía, Codegua, Cuesta de Chada, Alto Jahuel und Pasos del Maipo, bis zur Südausfahrt von Santiago verband. Ab 1650 kam es zu Kontroversen und Gerichtsverfahren, die den Teil, den die Stadt heute einnimmt, also das umliegende Gebiet des Estero de Codegua, und der den Namen Estancia de Codegua erhielt, zerteilten. Die einzige Erinnerung an den Namen der Estancia ist der obere Teil der Stadt namens La Estancilla.
Am 2. Oktober 1814 zogen General Bernardo O’Higgins und eine Handvoll Patrioten auf ihrem Rückzug nach Santiago durch die Straßen der Stadt und ruhten sich auf dem heutigen Pfarrplatz aus. Daran erinnert eine Bronzetafel, die auf dem Monolithen einer Heldenbüste auf dem Platz der Stadt angebracht ist.
1824 wurde die Gemeinde Codegua endgültig gegründet.

## Bevölkerung
Laut der Volkszählung des Nationalen Statistikinstituts von 2002 hatte Codegua Einwohner (5551 Männer und 5245 Frauen). Davon lebten 5253 (48,7 %) in städtischen Gebieten und 5543 (51,3 %) in ländlichen Gebieten. Die Bevölkerung sank zwischen den Volkszählungen 1992 und 2002 um 12,5 % (1196 Personen). Im Jahr 2017 zählte man 12.988 Personen.